# Gare de Provenchères-sur-Fave
Gare de Provenchères-sur-Fave – przystanek kolejowy w miejscowości Provenchères-sur-Fave, w departamencie Wogezy, w regionie Grand Est, we Francji. Jest zarządzany przez SNCF i obsługiwany przez pociągi TER Lorraine.

## Położenie
Znajduje się na linii Strasburg – Saint-Dié, na km 73,025 między stacjami Colroy – Lubine i Lesseux - Frapelle, na wysokości 407 m n.p.m.

## Historia
Stację otwarto w 1928 przez Administration des chemins de fer d’Alsace et de Lorraine, kiedy otwarto odcinek linii z Provenchères-sur-Fave do Saales.

## Linie kolejowe
- Strasburg – Saint-Dié